# Obrium annulicorne
Obrium annulicorne là một loài bọ cánh cứng trong họ Cerambycidae.